# Pierekał
Pierekał [pjɛˈrɛkau̯] est un village polonais de la gmina de Szudziałowo dans le powiat de Sokółka et dans la voïvodie de Podlachie. 